# Siergiej Danilenko-Karin
Serhij Tarasowycz Danylenko-Karin, ros. Сергей Тарасович Даниленко-Карин (ur. 1898 we wsi Wysoki Bajraky w guberni chersońskiej, zm. 1985 w Kijowie) – ukraiński funkcjonariusz radzieckich służb specjalnych, pisarz i publicysta.

## Życiorys
Od 1911 uczył się w handlowej szkole realnej w Jelizawetgradzie.
W 1919 wstąpił ochotniczo do nowo formowanych wojsk bolszewickich. Służył w załodze pociągu pancernego „Smiert´ biełym!”. Uczestniczył w walkach z wojskami Białych gen. Antona Denikina i wojskami Nestora Machno. Zachorował na tyfus, po czym powrócił do rodzinnej wsi Wysoki Bajraky, która znajdowała się pod władzą Białych. Próbował tam zorganizować tajną działalność propagandową, ale został zadenuncjowany. W tej sytuacji ukrywał się do czasu przyjścia wojsk bolszewickich w styczniu 1920. Pracował jako geodeta w Jelizawietgradzie, a następnie rodzinnej wsi. Ponadto zorganizował teatr ludowy, ale zadenuncjowano go do CzeKa pod zarzutem wspierania kontrrewolucjonistów. Został aresztowany, ale krótko potem wyszedł na wolność.
W styczniu 1921 wstąpił do Czeki. Przyjął pseudonim „Siergiej Karin”. Rozpoczął studia na uniwersytecie w Kijowie, prowadząc jednocześnie działalność wywiadowczą. Współuczestniczył w rozpracowaniu organizacji konspiracyjnej „strzelców siczowych” w kijowskiej Szkole Czerwonych Oficerów, Wszechukraińskiego Komitetu Powstańczego i Umańskiego Powstankoma. Latem 1921 r. nawiązał kontakt z emisariuszem „petlurowskim”, w wyniku czego mianowany został szefem łączności rejonu operacyjnego konspiracji ukraińskiej. We wrześniu tego roku przybył nielegalnie do polskiego Lwowa, gdzie spotkał się z gen. Jurko Tiutunnykiem. Uzyskał tam informacje o planowanym ataku Ukraińców na Rosję Sowiecką. Po powrocie do kraju na pocz. 1922 r. objął funkcję pełnomocnika Oddziału Tajnego OGPU. Specjalizował się w działalności Ukraińskiej Autokefalicznej Cerkwi Prawosławnej. W 1925 r. został członkiem Komunistycznej Partii (bolszewików) Ukrainy. Wszedł w skład Wszechukraińskiej Komisji Antyreligijnej. W 1934 uczestniczył w operacji wywiadowczej „Kapkan” dotyczącej wyłapania emisariuszy Rosyjskiego Związku Ogólnowojskowego (ROWS), którzy nielegalnie przedostali się do ZSRR. W 1936 r. w Berlinie nawiązał kontakty z jednym z przywódców Organizacji Ukraińskich Nacjonalistów (OUN) P. Kożewnikowem. Następnie został zastępcą szefa Oddziału Głównego Zarządu Bezpieczeństwa Państwowego. Od 1937 stał na czele zarządu straży pożarnej NKWD. Pod koniec sierpnia tego roku został aresztowany, ale nie przyznał się do winy. Pod koniec października 1939 został zwolniony, po czym wkrótce odszedł z NKWD.
Po ataku wojsk niemieckich na ZSRR 22 czerwca 1941, wszedł w skład grupy do spraw organizacji ruchu partyzanckiego na okupowanych terytoriach. Następnie wykładał w szkole wywiadowczej nr 7 w Saratowie. Uczestniczył w walkach o Stalingrad. Od 1943 był zastępcą naczelnika 4 Zarządu NKGB Ukrainy. Po wkroczeniu Armii Czerwonej na zachodnią Ukrainę w październiku 1944, skierowano go do działalności skierowanej przeciwko UPA. W marcu 1945 stanął na czele grupy operacyjnej NKGB. Uczestniczył w tajnych rozmowach z przedstawicielami UPA i metropolitą Andrzejem Szeptyckim. W 1946 był członkiem Rady do Spraw Kultów Religijnych w ZSRR. Brał udział w operacji związanej z likwidacją cerkwi unickich. W 1947 mianowano go pułkownikiem, po czym przeszedł na emeryturę. W 1953 z inicjatywy nowo mianowanego ministra spraw wewnętrznych Ukraińskiej Socjalistycznej Republiki Radzieckiej P. Mieszika napisał pismo do ostatniego dowódcy UPA Wasyla Kuka z apelem o zakończenie krwawej walki.
W 1956 napisał wspomnienia o działaniach na zachodniej Ukrainie w latach 1944-1945. Następnie napisał dwie książki i szereg artykułów dotyczących historii cerkwi ukraińskiej.
Był odznaczony m.in. dwukrotnie Orderem Czerwonej Gwiazdy, Orderem Wojny Ojczyźnianej I klasy, Orderem „Znak Honoru” oraz medalami.